# Rudi Dutschke
Alfred Willi Rudi Dutschke (ur. 7 marca 1940 w Schönefeld, zm. 24 grudnia 1979 w Aarhus) – niemiecki socjolog, ideolog i główny rzecznik lewicowego ruchu studentów niemieckich w latach 60. XX wieku.

## Życiorys
Dutschke urodził się w Schönefeld (w powiecie Jüterbog-Luckenwalde w Brandenburgii). Uczęszczał do szkoły w Luckenwalde i ukończył tamtejsze gimnazjum. Nie został później przyjęty na studia w NRD, ponieważ odmówił wstąpienia do armii; a poza tym przekonywał innych studentów, by również nie dali się zaciągnąć do wojska. W sierpniu 1961 r. uciekł do Berlina Zachodniego (na dzień przed wzniesieniem Muru Berlińskiego). Dutschke studiował socjologię na Wolnym Uniwersytecie Berlina. Jego wykładowcami byli m.in. Richard Lowenthal oraz Klaus Meschkat. W czasie studiów zapoznał się z alternatywnymi poglądami marksistowskimi.
W roku 1965 Dutschke przyłączył się do Niemieckiego Socjalistycznego Związku Studentów (Sozialistischer Deutscher Studentenbund, SDS). Od tego czasu związek ten stał się najważniejszą organizacją ruchu studenckiego w Niemczech. Jego liczebność zaczęła gwałtownie wzrastać. SDS organizował liczne demonstracje przeciwko wojnie w Wietnamie.
Wyłamał się spośród zwolenników radykalnej Frakcji Czerwonej Armii. Popierał „długie marsze poprzez instytucje władzy", które polegać miały na uczestnictwie działaczy studenckich ruchów lewicowych w aparacie władzy. Jako „integralna część maszynerii” administracyjnej, mogliby oni dokonywać radykalnych przemian w społeczeństwie. Koncepcja ta została przejęta od Szkoły frankfurckiej.
W roku 1968 Dutschke przeżył zamach na swoje życie. 11 lat później problemy zdrowotne związane z komplikacjami po postrzale przyczyniły się do jego śmierci. Studenci z kręgów radykalnych skarżyli się, że próba zabójstwa Dutschkego została zainspirowana przez antystudencką kampanię, prowadzoną przez wydawnictwo Axela Springera. Oskarżenia te przyczyniły się do wydania przez rząd zakazu dystrybucji pism Springera na terenie całych Niemiec. Na tym tle dochodziło do ulicznych starć w miastach niemieckich.
W roku 1966 Dutschke poślubił Amerykankę Gretchen Klotz. Małżeństwo to wydało na świat troje dzieci. Drugi syn Dutschkego, urodzony w roku 1980 Rudi-Marek jest obecnie politykiem niemieckiej Partii Zielonych oraz członkiem dziekanatu Hertie School of Governance w Berlinie. Starsze rodzeństwo Rudiego-Marka Dutschkego to: Hosea-Che (otrzymał imiona po starotestamentowym proroku Ozeaszu oraz po Che Guevarze) oraz Polly-Nicole; oboje urodzeni w 1968 r.

## Poglądy polityczne
Pod wpływem krytycznej teorii marksizmu Róży Luksemburg, Dutschke opracował własną teorię oraz praktyczne podstawy przemian społecznych – poprzez rozwój demokracji w procesie rewolucjonizowania społeczeństwa.
Dutschke twierdził, że transformacje w krajach zachodnich powinny iść w parze z ruchami wyzwoleńczymi w krajach „trzeciego świata” oraz demokratyzacją państw środkowej i wschodniej Europy. Socjalizm Dutschkego był silnie zakorzeniony w chrześcijaństwie; uważał on Jezusa Chrystusa za „najwybitniejszego rewolucjonistę”. Na Wielkanoc w roku 1963 napisał:
Jezus zmartwychwstał. Odbyła się decydująca rewolucja w historii świata – rewolucja miłości przezwyciężającej wszystko. Jeżeli ludzie w pełni wykorzystają tę objawioną miłość we własnym życiu – w rzeczywistości „dnia dzisiejszego”, wtedy logika obłędu przestanie istnieć.
Śmierć studenta Benno Ohnesorga w roku 1967 z rąk niemieckiej policji popchnęła niektórych uczestników ruchu studenckiego w stronę przemocy i ekstremizmu; przyczyniła się do powstania Frakcji Czerwonej Armii. Użycie przemocy wobec Dutschkego doprowadziło do dalszej radykalizacji ruchu studenckiego. Jego działacze dopuścili się kilku zamachów bombowych oraz morderstw. Dutschke odżegnał się od tych praktyk. Obawiał się, że zaszkodzą one ruchowi studenckiemu lub doprowadzą do jego rozłamu. Zamiast stosowania przemocy i terroru, proponował wspomniane wcześniej „długie marsze przez instytucje”.

## Od zamachu do śmierci
11 kwietnia 1968 r. Rudi Dutschke został postrzelony w głowę przez Josefa Bachmanna. Rana nie była śmiertelna. Po zamachu Dutschke udał się wraz z rodziną do Wielkiej Brytanii, gdzie miał nadzieję się wyleczyć. W roku 1969 został przyjęty na uniwersytet Cambridge, aby ukończyć przerwane studia. W roku 1971 został, wraz z rodziną, wydalony z Wielkiej Brytanii na polecenie rządu torysów (premierem był Edward Heath) jako „niepożądany cudzoziemiec”, który prowadził „działalność wywrotową”. Wygnanie Dutschkego wywołało polityczną burzę w Londynie. Rodzina Dutschke przeniosła się do Århus w Danii.
Dutschke powrócił na niemiecką scenę polityczną, gdy w połowie lat 70. XX w. uaktywnił się nowy ruch polityczny, powstały po protestach przeciwko budowie elektrowni atomowych w NRD. Dutschke rozpoczął współpracę z dysydentami stojącymi w opozycji do rządów komunistycznych w: NRD, Polsce, Jugosławii, Czechosłowacji oraz na Węgrzech. Utrzymywał kontakty m.in. z: Robertem Havemannem, Wolfem Biermannem, Mihailo Petkoviciem, Milanem Horáčkiem, Adamem Michnikiem i Otą Šikiem.
Z powodu nasilającej się encefalopatii, będącej skutkiem zamachu, Rudi Dutschke zmarł 24 grudnia 1979 r. w Århus, w Danii. Podczas kąpieli doznał ataku epilepsji i utonął.

## Publikacje
- Mój długi marsz: Przemówienia, publikacje i pamiętniki z dwudziestu lat (Mein langer Marsch: Reden, Schriften und Tagebücher aus zwanzig Jahren.) Rowohlt, Hamburg 1980
- Niech każdy żyje na swój sposób (Jeder hat sein Leben ganz zu leben) – pamiętniki Rudiego Dutschkego z lat 1963–1979, pod redakcją Gretchen Dutschke; Kiepenheuer & Witsch, Kolonia 2003. ISBN 3-462-03224-0.
- Nie jest łatwo iść prosto. TELOS 52 (Summer 1982). Nowy Jork: Telos Press

## Nawiązania w literaturze i muzyce
Piosenka pt. „Rot” autorstwa Markusa Henrika opowiada o Rudim Dutschke. Jego sylwetka pojawia się również w wideoklipie. Dutschke jest w tym utworze symbolem aktywizmu politycznego w Niemczech w latach 60. i 70. XX w.
Istnieje również fińska piosenka o Rudim Dutschke autorstwa Eero Ojanena. Oparta jest na słowach ułożonych przez Wolfa Biermanna.
Wolf Biermann napisał piosenkę pt. „Drei Kugeln auf Rudi Dutschke”.
Dutschke pojawia się w powieści s-f pt. „Warlord of the Air” – pod postacią pruskiego szlachcica, sympatyzującego z anarchistami – hrabiego Rudolfa von Dutschke. Jest to pierwsza część trylogii Michaela Moorcocka pt. „Koczownik Strumieni Czasu”, przedstawiającej alternatywną wersję historii. W powieści rewolucjonista socjalistyczny hrabia von Dutschke przyjaźni się z wiekowym Włodzimierzem Iljiczem Uljanowem (do którego zwraca się per „wujek Władimir”). W alternatywnej wizji historii Moorcocka, rewolucja październikowa nigdy nie miała miejsca.